# Stadio Ciro Vigorito
Stadio Ciro Vigorito (dawniej Stadio Santa Colomba) – wielofunkcyjny stadion położony we włoskim mieście Benewent. 
Obiekt został zbudowany w 1979 roku a jego pojemność wynosi 12 847 miejsc. W chwili obecnej stadion w większości wykorzystywany jako domowy obiekt klubu piłkarskiego Benevento, występującego w rozgrywkach Serie C.
Właścicielem i zarządcą obiektu jest gmina Benewent.